# Liolaemus scolaroi
Espèce
Liolaemus scolaroi est une espèce de sauriens de la famille des Liolaemidae.

## Répartition
Cette espèce se rencontre en Argentine et au Chili.

## Description
C'est un saurien vivipare.

## Publication originale
- Pincheira-Donoso & Nunez, 2005 : The Chilean species of the genus Liolaemus Wiegmann, 1834 (Iguania, Tropiduridae, Liolaeminae). Taxonomy, systematics and evolution. Museo Nacional de Historia Natural, Santiago de Chile, Publicaciones Ocasionales, no 59, p. 360.